# 新川皇大神社

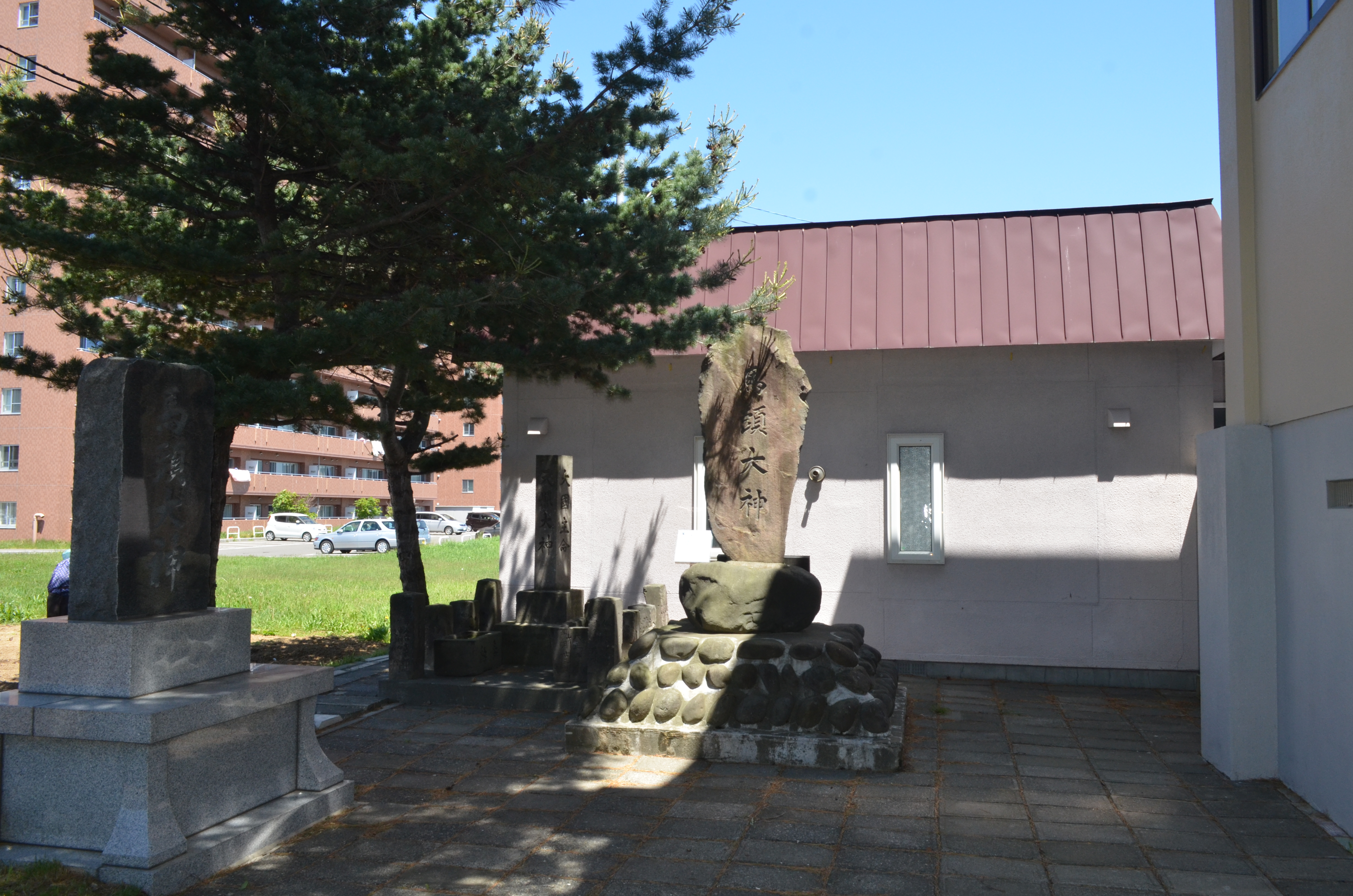
馬頭大神

新川皇大神社（しんかわこうたいじんじゃ）は、北海道札幌市北区新川に位置する神社。
洪水などに苛まれていた開拓地を鎮めるため、新川（河川）沿いに建てられた。

## 歴史
- 1904年（明治37年）9月 - 地鎮祭[1]。
- 1908年（明治41年）9月20日 - 鎮座祭[1]。
- 1940年（昭和15年）9月 - 社殿が損傷したため、皇紀2600年記念事業として、改築工事を行う[1]。
- 1956年（昭和31年）9月19日 - 新川（河川）拡張工事のため遷座[1]。

## 祭神
- 天照大御神（あまてらすおおみかみ）
- 豊受毘賣神（とようけひめのかみ）
- 品陀和気命（ほんだわけのみこと）
- 大己貴命（おおなむちのみこと）
- 少彦名命（すくなひこなのみこと）
- 三宝荒神（さんぽうこうじん）

## 碑
北海道の開拓農家にとって、馬は開墾のために必要な労働力であり、かつ家族同然の存在であった。そのため道内には各地に馬を祭る碑が見られる。
当社の境内にもそのひとつがあり、北区歴史と文化の八十八選のうち、「2.水辺と開墾の道〈北・新川・新琴似・麻生コース〉」に属する「27.馬頭大神」として選定されている。